# Wielersport op de Olympische Zomerspelen 2008 – Wegwedstrijd mannen
Het wegwielrennen was een onderdeel van de wielersport op de Olympische Zomerspelen 2008. De wedstrijd vond plaats op 9 augustus 2008 in Peking. Het parcours, dat 245,4 kilometer lang was, liep door het centrum van de metropool heen. De wedstrijd begon om 11 uur (Chinese tijd) en eindigde rond 17u30. De wedstrijd werd gewonnen door de Spanjaard Samuel Sánchez; Fabian Cancellara en Aleksandr Kolobnev eindigden 2e en 3e.
Er stonden 143 renners aan de start, slechts 89 haalden de finish. Davide Rebellin, die oorspronkelijk als tweede eindigde, testte in april 2009 positief op het gebruik van Cera en werd gediskwalificeerd.

## Wedstrijdverloop
De eerste vlucht kwam er van de Colombiaan Gallardo en de Chileen Almonacid. Een achtervolgende groep (o.a. Van den Broeck, Sastre, Kirchen, Bruseghin en Voigt) kon aansluiten.
De Spanjaarden maakten het meest de wedstrijd. Pfannberger demarreerde op 30 km van de streep en begon solo aan de slotronde. Paolo Bettini (de titelverdediger) en Valverde haakten verrassend af. Aerts ging mee op en over Pfannberger, maar op 18 km van de streep moest hij afhaken nadat er een kopgroep van 5 werd gevormd: Andy Schleck, Rebellin, Sánchez, Rogers en Kolobnev. Fabian Cancellara kwam er later nog bij. Met z'n zessen sprintten ze voor olympisch goud. Sánchez kwam als eerste over de streep, Rebellin en Cancellara vervolledigden het podium. Rebellin werd later betrapt op het gebruik van doping en werd gediskwalificeerd. Daarmee eindigde Cancellara tweede en Kolobnev derde. De eerste Belg in de lijst is Mario Aerts met een 7e plaats.

## Volledige uitslag
| Rang | Renner                 | Tijd    |
| ---- | ---------------------- | ------- |
|      | Samuel Sánchez         | 6:23:49 |
|      | Fabian Cancellara      | z.t.    |
|      | Aleksandr Kolobnev     | z.t.    |
| 4    | Andy Schleck           | z.t.    |
| 5    | Michael Rogers         | z.t.    |
| 6    | Santiago Botero        | 6:24:01 |
| 7    | Mario Aerts            | z.t.    |
| 8    | Michael Barry          | 6:24:05 |
| 9    | Robert Gesink          | 6:24:07 |
| 10   | Levi Leipheimer        | 6:24:09 |
| 11   | Chris Anker Sørensen   | 6:24:11 |
| 12   | Alejandro Valverde     | z.t.    |
| 13   | Jérôme Pineau          | z.t.    |
| 14   | Cadel Evans            | z.t.    |
| 15   | Przemysław Niemiec     | z.t.    |
| 16   | Christian Vande Velde  | 6:24:19 |
| 17   | Paolo Bettini          | 6:24:24 |
| 18   | Vladimir Karpets       | 6:24:59 |
| 19   | Murilo Fischer         | 6:26:17 |
| 20   | Fabian Wegmann         | z.t.    |
| 21   | Erik Hoffmann          | z.t.    |
| 22   | Christian Pfannberger  | z.t.    |
| 23   | Gustav Larsson         | z.t.    |
| 24   | Nicki Sørensen         | z.t.    |
| 25   | Radoslav Rogina        | z.t.    |
| 26   | John-Lee Augustyn      | z.t.    |
| 27   | Nuno Ribeiro           | z.t.    |
| 28   | Ignatas Konovalovas    | z.t.    |
| 29   | Jackson Rodríguez      | z.t.    |
| 30   | Matthew Lloyd          | z.t.    |
| 31   | Kurt-Asle Arvesen      | z.t.    |
| 32   | Kanstantsin Siwtsow    | z.t.    |
| 33   | Rémi Pauriol           | z.t.    |
| 34   | Tadej Valjavec         | z.t.    |
| 35   | Jaroslav Popovytsj     | z.t.    |
| 36   | Simon Gerrans          | z.t.    |
| 37   | Thomas Lövkvist        | 6:26:25 |
| 38   | Thomas Rohregger       | z.t.    |
| 39   | George Hincapie        | z.t.    |
| 40   | José Serpa             | 6:26:27 |
| 41   | Johan Vansummeren      | z.t.    |
| 42   | Fränk Schleck          | z.t.    |
| 43   | Andrej Mizoerov        | z.t.    |
| 44   | Roman Kreuziger        | 6:26:35 |
| 45   | Kim Kirchen            | 6:26:40 |
| 46   | Moisés Aldape          | 6:28:08 |
| 47   | Rein Taaramäe          | 6:30:49 |
| 48   | Carlos Sastre          | 6:31:06 |
| 49   | Franco Pellizotti      | z.t.    |
| 50   | Sergej Lagoetin        | z.t.    |
| 51   | Hossein Askari         | 6:34:22 |
| 52   | Roeslan Pidhorny       | z.t.    |
| 53   | Julian Dean            | 6:34:26 |
| 54   | Jacek Morajko          | z.t.    |
| 55   | Ryder Hesjedal         | z.t.    |
| 56   | Matija Kvasina         | z.t.    |
| 57   | Marcus Ljungqvist      | z.t.    |
| 58   | Svein Tuft             | z.t.    |
| 59   | Denis Mensjov          | z.t.    |
| 60   | Jure Golčer            | z.t.    |
| 61   | Ján Valach             | z.t.    |
| 62   | Marzio Bruseghin       | z.t.    |
| 63   | Nicolas Roche          | z.t.    |
| 64   | Laurens ten Dam        | z.t.    |
| 65   | Péter Kusztor          | 6:35:44 |
| 66   | Ivan Stević            | z.t.    |
| 67   | Gatis Smukulis         | 6:36:48 |
| 68   | Tanel Kangert          | z.t.    |
| 69   | Gonzalo Garrido        | z.t.    |
| 70   | Edvald Boasson Hagen   | z.t.    |
| 71   | André Cardoso          | 6:39:42 |
| 72   | Aljaksandr Koetsjynski | z.t.    |
| 73   | Dainius Kairelis       | z.t.    |
| 74   | Petr Benčík            | z.t.    |
| 75   | Alexandru Pliușchin    | z.t.    |
| 76   | Denys Kostjoek         | z.t.    |
| 77   | Sergej Ivanov          | z.t.    |
| 78   | Ghader Mizbani         | z.t.    |
| 79   | David George           | z.t.    |
| 80   | Philip Deignan         | z.t.    |
| 81   | Glen Chadwick          | z.t.    |
| 82   | Aljaksandr Oesaw       | 6:49:59 |
| 83   | Tomasz Marczyński      | z.t.    |
| 84   | Nebojša Jovanović      | z.t.    |
| 85   | Takashi Miyazawa       | 6:55:24 |
| 86   | Rafâa Chtioui          | 7:03:04 |
| 87   | Park Sung-baek         | z.t.    |
| 88   | Wu Kin San             | 7:05:57 |
| 89   | Luciano Pagliarini     | 7:08:27 |

## Reden de wedstrijd niet uit
1. David Zabriskie
2. Robert Hunter (gediskwalificeerd)
3. Alejandro Borrajo (gediskwalificeerd)
4. Niki Terpstra (technische problemen, vermoeidheid)
5. Matías Médici
6. Danail Petrov (gediskwalificeerd)
7. László Bodrogi
8. Horacio Gallardo
9. Jonathan Bellis (ademhalingsproblemen)
10. Raivis Belohvoščiks
11. Gerald Ciolek (vermoeidheid)
12. Ahmed Belgasem
13. Zhang Liang (gediskwalificeerd)
14. Juan José Haedo (ademhalingsproblemen)
15. Hichem Chabane (gediskwalificeerd)
16. Roman Broniš
17. Matej Jurčo (vermoeidheid)
18. Maxime Monfort
19. Steve Cummings (vermoeidheid)
20. Óscar Freire (maagproblemen)
21. Karsten Kroon (vermoeidheid)
22. Roger Hammond
23. Jason McCartney (vermoeidheid)
24. Vladimir Jefimkin
25. Andrij Hryvko
26. Mario Contreras
27. Mehdi Sohrabi (gediskwalificeerd)
28. Henry Raabe (gediskwalificeerd)
29. Fumiyuki Beppu
30. Gabriel Rasch
31. Maksim Iglinski
32. Stuart O'Grady
33. Borut Božič
34. Evgeniy Gerganov
35. Patricio Almonacid
36. Timothy Gudsell (vermoeidheid)
37. Jurgen Van den Broeck
38. Brian Vandborg
39. Stefan Schumacher (vermoeidheid)
40. Christophe Brandt
41. Vladimir Miholjević (botsing met Spilak)
42. Lars Petter Nordhaug
43. Vincenzo Nibali
44. Bert Grabsch
45. Stef Clement
46. Ben Swift
47. Rigoberto Urán
48. Pierre Rolland
49. Cyril Dessel
50. Pierrick Fédrigo
51. Jens Voigt (vermoeidheid)
52. Simon Špilak (botsing met Miholjević)
53. Alberto Contador (vermoeidheid)

1896: Aristidis Konstantinidis · 
1912: Rudolph Lewis · 
1920: Harry Stenqvist · 
1924: Armand Blanchonnet · 
1928: Henry Hansen · 
1932: Attilio Pavesi · 
1936: Robert Charpentier · 
1948: José Beyaert · 
1952: André Noyelle · 
1956: Ercole Baldini · 
1960: Viktor Kapitonov · 
1964: Mario Zanin · 
1968: Pierfranco Vianelli · 
1972: Hennie Kuiper · 
1976: Bernt Johansson · 
1980: Sergej Soechoroetsjenkov · 
1984: Alexi Grewal · 
1988: Olaf Ludwig · 
1992: Fabio Casartelli · 
1996: Pascal Richard · 
2000: Jan Ullrich · 
2004: Paolo Bettini · 
2008: Samuel Sánchez · 
2012: Aleksandr Vinokoerov · 
2016: Greg Van Avermaet ·
2020: Richard Carapaz ·
2024: Remco Evenepoel